# 도쿄도 제12구
도쿄도 제12구(일본어: 東京都第12区)는 일본의 중의원 선거구이다. 

## 역사
1994년 공직선거법 개정으로 신설되었다. 2017년 공직선거법이 개정되어 구역 변동이 있었다.

## 지역
- 도쿄도 기타구 전역, 도시마구 일부 (니시스가모 1초메, 키타오쓰카 3초메, 카미이케부쿠로, 동부구민사무소 관내(미나미오쓰카 3초메, 히가시이케부쿠로 5초메를 제외한 전역), 아다치구 일부 (이리야, 오우기 2초메, 오다이, 카가, 코호쿠, 사라누마, 시카하마, 신덴, 츠바키, 토네리, 토네리코엔, 토네리마치, 호리노우치, 미야기, 야자이케 2~3초메), 이타바시구 일부 (신가시 1~2초메, 후나도 지역)

## 역대 국회의원
| 선거          | 선거          | 의원          | 정당       |
| ------------- | ------------- | ------------- | ---------- |
|               | 1996년 제41회 | 야시로 에이타 | 자유민주당 |
| 2000년 제42회 |               | 야시로 에이타 | 자유민주당 |
|               | 2003년 제43회 | 오타 아키히로 | 공명당     |
| 2005년 제44회 |               | 오타 아키히로 | 공명당     |
|               | 2009년 제45회 | 아오키 아이   | 민주당     |
|               | 2012년 제46회 | 오타 아키히로 | 공명당     |
| 2014년 제47회 |               | 오타 아키히로 | 공명당     |
| 2017년 제48회 |               | 오타 아키히로 | 공명당     |

## 역대 선거 결과

### 2017년 (제48회)
|  | 51.64% |

|  | 38.32% |

|  | 10.04% |

## 같이 보기
- 도쿄도 선거구